# جو باتريك الثاني
جو «النمر» باتريك الثاني (بالإنجليزية: Joe "Tiger" Patrick II)‏ (ولد في 30 يوليو 1963) أحد قدامي المحاربين في جيش رود آيلاند. خلال فترة خدمته التي استمرت عشر سنوات تقريبا خدم باتريك في عملية عاصفة الصحراء. بعد أحداث 11 سبتمبر 2001 تطوع باتريك لمدة ثلاثة أسابيع في الساحة صفر. خلال هذه الفترة في الساحة صفر كون باتريك علاقة صداقة قوية مع رجال الإطفاء. في عام 2011 أنهى باتريك المشي التذكاري. الغرض من ذلك هو تكريم أسر وأحباء أولئك الذين فقدوا وكذلك كان أول المستجيبين في هجمات 11 سبتمبر. سافر باتريك عبر الولايات المتحدة لزيادة الوعي حول إصابات أعضاء الخدمة الأمريكية نتيجة الحرب في أفغانستان والعراق واستغرقت الرحلة نحو ستة أشهر وبدأت في أبريل 2013.